# Max Hulmann
Max Hulmann, né le 7 février 1866 à Vendôme et mort le 25 août 1944 à Paris, est un médecin français.

## Famille
Max Hulmann naît le 7 février 1866 à Vendôme. Il est le fils d'Isidore Hulmann (né en 1832),  professeur de musique et de Lucie Cerf.
Hulmann se marie trois fois. Il est le père de la photographe Denise Bellon (1902-1999) et de sa sœur Colette, ainsi que le beau-père de Jacques Brunius et d'Armand Labin.

## Biographie
Max Hulmann obtient son doctorat de médecine à Paris en 1894 avec une Contribution à l'étude de la nature de la grippe, considérée surtout au point de vue de la propagation épidémique. Il reçoit la médaille des épidémies la même année.
Hulmann devient à partir de 1899 médecin principal des chemins de fer de Ceinture et dirige l’ensemble du service médical, tant du point de vue administratif que technique. En 1899, il est également médecin de la compagnie des Omnibus, puis de la Société des transports en commun de la région parisienne (ancêtre de la RATP) et enfin médecin de la Société philanthropique l’Union du commerce entre 1905 et 1918. Il publie parallèlement de nombreux articles dans Le Temps ou La Nouvelle revue.
Hulmann fonde l'Association médicale humanitaire en 1903 : cette association, regroupant principalement des médecins, a pour objectif de servir « d'intermédiaire entre les infortunes de toute sorte et les œuvres d'assistances ou les générosités privées ». Il est directeur entre 1910 et 1914, puis en 1928 de la Revue médico-sociale mensuelle, qui est « consacrée aux œuvres d'assistance publiques et privées et aux questions sociales intéressant le médecin » et qui devient l’organe de diffusion de l'Association médicale humanitaire.
Bien qu’exempté du service militaire, il s’engage volontairement en tant que médecin et aide-major en 1914. Il est mobilisé 4 ans. Hulmann reçoit la médaille d’or des assurances sociales en 1927, et il est introduit chevalier de la légion d’honneur en 1931.
De par sa profession, il devient un ami du mathématicien et homme politique Charles-Ange Laisant (1841-1920). Il est également médecin d’Alfred Naquet (1834-1916), lui aussi médecin mais aussi homme politique. Le journaliste anarchiste Charles Malato (1857-1938) compte aussi parmi ses proches. Hulmann se définit lui-même comme « partisan très résolu de la plus large diffusion scientifique », ce qui l’amène notamment à diriger la Bibliothèque mathématique du travailleur en 1895  —  projet notamment soutenu par Laisant et le mathématicien et ingénieur Ernest Maurice Leméray (1860-1926)  —   qui vise à mettre à disposition des savants éloignés des grands centres scientifiques les quelque 600 volumes de son catalogue.
Pendant la guerre, il porte l'étoile juive mais n'est pas déporté.
Max Hulmann meurt le 25 août 1944 à Paris. Il est inhumé au cimetière du Montparnasse, 29ème division (2), 14-ouest, 1er Sud.